# Tartinade au chocolat

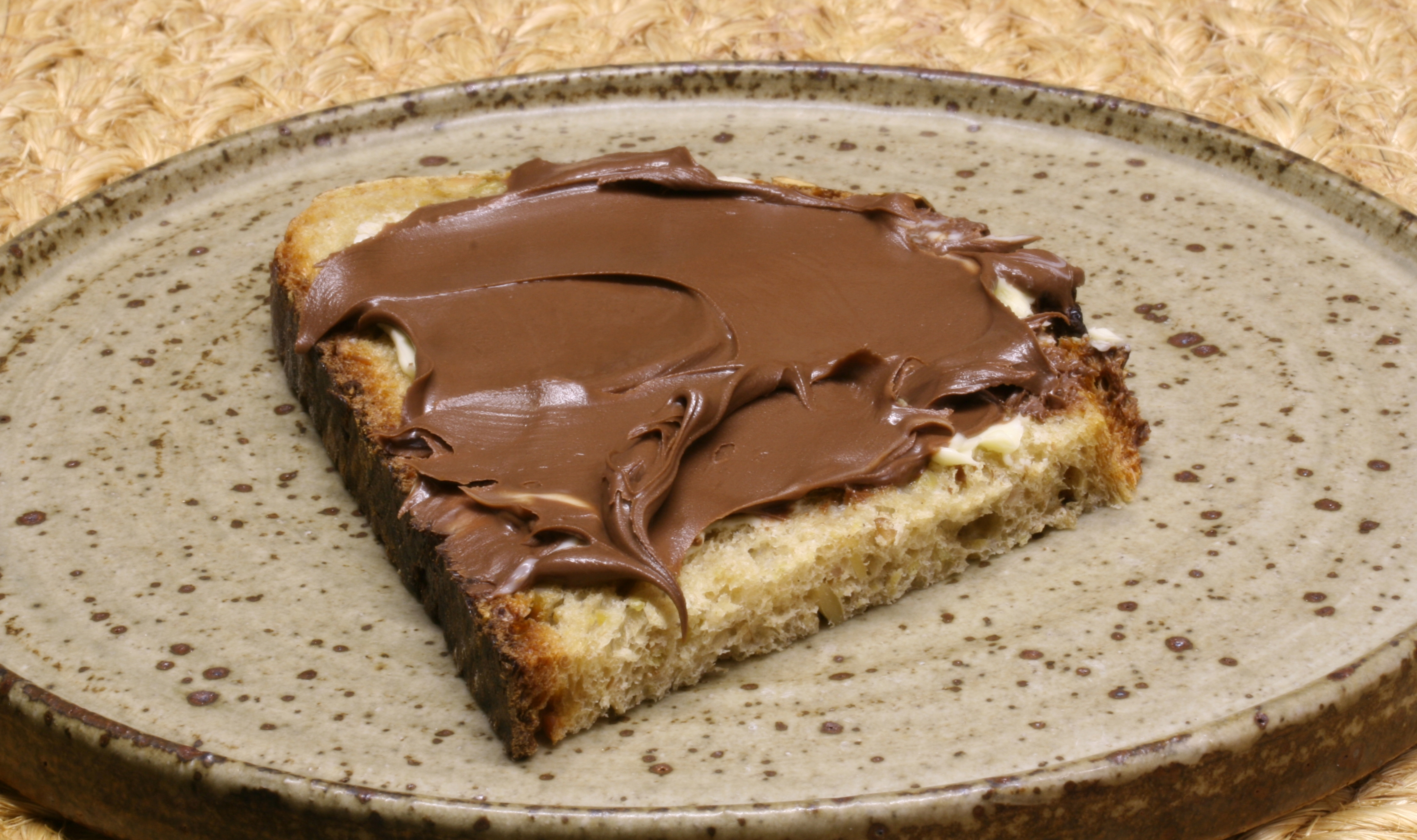
Une tartinade au chocolat sur du pain.

Une tartinade au chocolat est une pâte chocolatée utilisée pour tartiner du pain et du pain grillé. Cette tartinade a le goût, l'apparence et l'odeur du vrai chocolat, mais reste molle à l'air libre. Certaines tartinades au chocolat contiennent des noix et même du miel. Ce produit est normalement vendu dans des pots de verre ou de plastique. 